# Saïd Brahimi
Pour les articles homonymes, voir Brahimi.
Saïd Brahimi est un footballeur franco-algérien né le 14 mars 1931 et mort le 27 décembre 1997 à Annaba. Il a joué au FC Sète et au Toulouse FC comme attaquant.

## Biographie
En 1958, il rejoint l'Équipe du FLN représentant le Front de libération nationale, mouvement luttant pour l'indépendance de l'Algérie. Cette équipe non reconnue par les instances internationales du football, joue de nombreux matchs amicaux.

## Carrière de joueur
- 1950-1954 : JBAC Bône
- 1954-1956 : FC Sète
- 1956-1958 : Toulouse FC[1]
- 1959-1965 : JSM Skikda

## Palmarès
- Vainqueur de la Coupe de France 1957
- International A (2 sélections et 1 but marqué en 1957)

## Source
- Marc Barreaud, Dictionnaire des footballeurs étrangers du championnat professionnel français (1932-1997), l'Harmattan, 1997.